# Zemianske Sady
Zemianske Sady est un village de Slovaquie situé dans la région de Trnava.

## Histoire
Première mention écrite du village en 1156.

## Démographie

### Évolution de la population
| Année:               | 1994. | 2004.   | 2014.   | 2024.   |
| -------------------- | ----- | ------- | ------- | ------- |
| Nombre de personnes: | 852   | 880     | 859     | 852     |
| Différence:          |       | +3,28 % | -2,38 % | -0,81 % |

| Année:               | 2023. | 2024.   |
| -------------------- | ----- | ------- |
| Nombre de personnes: | 849   | 852     |
| Différence:          |       | +0,35 % |